# Księżno (Bisztynek)
Pour les articles homonymes, voir Księżno.
Księżno est un village polonais situé dans la Voïvodie de Varmie-Mazurie, dans le powiat de Bartoszyce.